# Ōgami Kenkichi
Ohgami Kenkichi es un profesor de Aiki jujutsu nacido en Kyushu, Japón el 7 de marzo de 1936 que actualmente es 8.º dan certificado por el Kansai Aikido Club donde actuó como administrador. Entra al Kansai Aikido Club en 1961 donde comienza aprendiendo Daito-ryu aikijujutsu de Takuma Hisa del cual recibe el Daito-ryu 5.º dan y Kyoju Dairi en 1971 y el 8.º dan en 1976. Es uno de los miembros fundadores del Takumakai escribió el libro "In Pursuit of Dreams: My Aikijujitsu" editado por Globe Pequot Pr, ISBN 1-59228-247-4 (1-59228-247-4). También estudió karate con Sumihiko Funatsu recibiendo el 5.º dan Mahatokai (Club de la Universidad de Kyushu) en 1998. Establece el Daibukan Dojo en área de Osaka/Kobe en 1968 donde continúa operando en la actualidad.
- Datos: Q6175122